# Dương Văn Thái (vận động viên)
Dương Văn Thái (sinh ngày 18 tháng 4 năm 1992) là vận động viên chạy bộ đường dài trung bình người Việt Nam chuyên về 800 mét và 1500 mét. Dương Văn Thái đã giành được nhiều Huy chương vàng tại SEAGAMES 2013, 2015, 2017.